# Stripchat.com
Stripchat.com ist eine pornografische Camsex-Webseite. Sie wurde 2016 gegründet und wird von der Technius Ltd. mit Sitz in Zypern betrieben.  

## Inhalte
Stripchat bietet Webcam-Shows mit erotischen und sexuellen Inhalten. Teilweise ist die Nutzung kostenlos, ein Großteil der Inhalte sowie Schreibrechte in den Chaträumen oder Features wie Fernsteuerung von Sextoys sind nur gegen Bezahlung zugänglich. Ebenso angeboten werden private oder Cam2Cam-Shows für einzelne Nutzer. Zur Nutzung dieser Inhalte können  „Tokens“ gebucht werden, mit denen die Shows der Models zum jeweils gewählten Tarif bezahlt werden.
Stripchat fällt dabei durch ein extrem breit gefasstes Kategoriensystem auf. Während Camsex-Plattformen meist um die 100 Kategorien ihrer Models bzw. Shows aufwiesen, kann bei Stripchat nach über 500 vorgegebenen Kategorien gefiltert werden.

## Vermarktung
Stripchat startete zwei Jahre nach der Gründung ein eigenes Affiliateprogramm namens Stripcash zur Nutzergewinnung. Weiter fiel die Plattform durch mehrere Publicitystunts auf. 2020 versuchte das Unternehmen, für 15 Millionen Dollar Stadionsponsor der New Orleans Saints zu werden. 2021 bot es Inter Mailand nach Auslaufen eines Vertrags mit Pirelli ein Trikotsponsoring in Höhe von 20 Millionen Pfund an, wobei die Trikotfarben denen des Rivalen AC Mailand ähnelten.

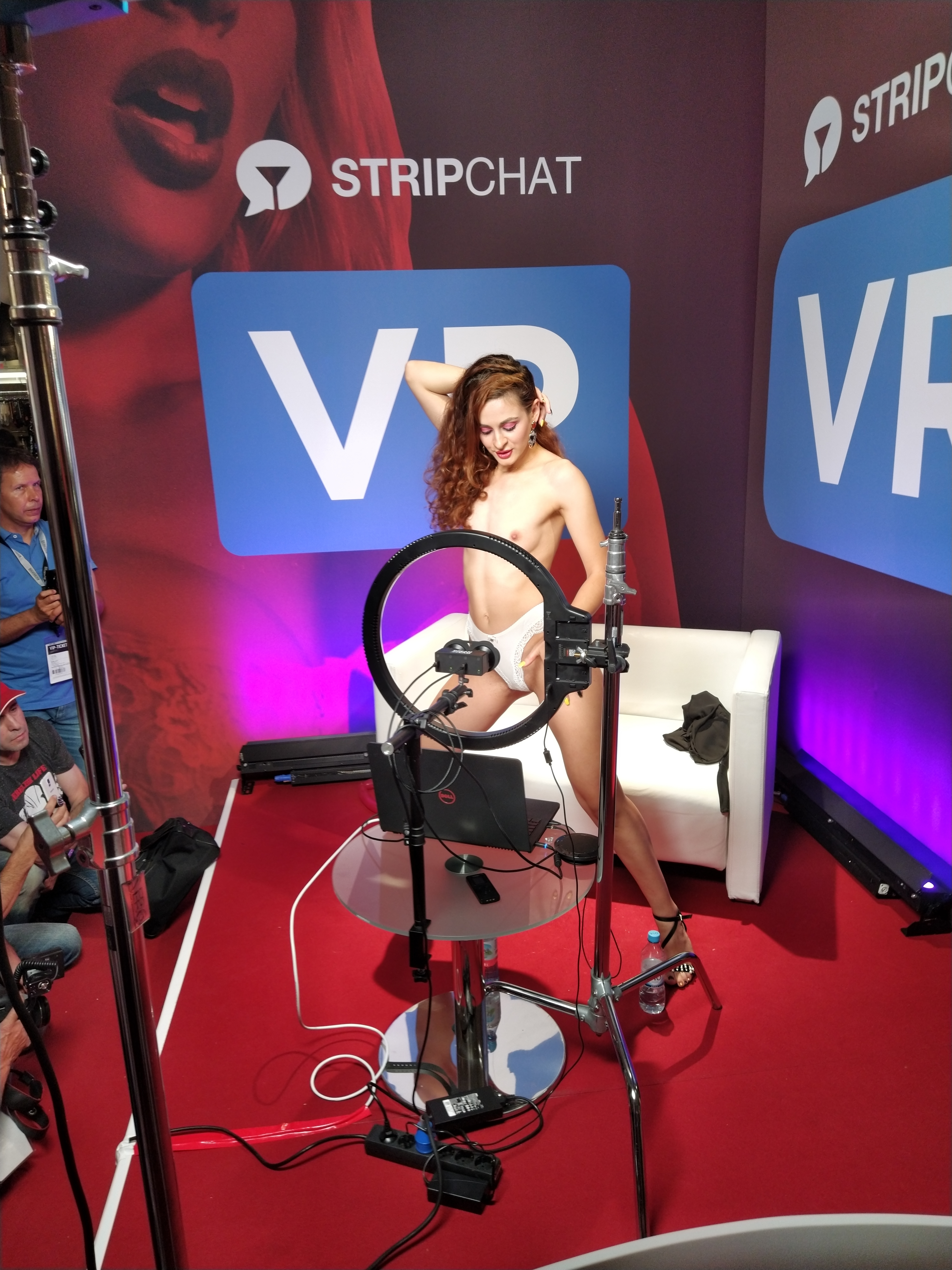
Stripchat Camshow auf der Venus Berlin 2019

## Nutzungszahlen und VLOP-Einstufung
2023 stufte die EU Stripchat neben XNXX und Pornhub als eine von drei pornografischen Webseiten als Very Large Online Platform (VLOP) ein, woran unter anderem erweiterte Transparenz- und Moderationsanforderungen sowie besserer Jugendschutz geknüpft werden. Stripchat erreiche mehr als die dafür notwendigen 45 Millionen Nutzer aus EU-Staaten. 
In der Folge veröffentlichte Stripchat niedrigere Nutzerzahlen in der EU: mit monatlich um die 26 Millionen Nutzern im August 2024 wurde die Schwelle deutlich verfehlt, im Folgereport Anfang 2025 aktualisierte Stripchat die Zahlen nicht.
Weltweit ermittelte Similarweb im Mai 2025 monatlich über 660 Millionen Besuche der Website pro Monat. Für die EU gab Stripchat im Mai 2025 im Rahmen der geforderten Transparenzberichte durchschnittlich noch ca. 16 Millionen monatliche Besucher an, davon über 2,6 Millionen aus Deutschland.

## Preise
Stripchat war  Preisträger  einschlägiger Branchenawards. Unter anderem wurde die Site 2024 als "Best Livestream Site" bei den Venus Awards ausgezeichnet, sie wird 2025 mit insgesamt fünf Auszeichnungen in der AW Awards Hall of Fame geführt.